# علي بابا محمدوف
علي بابا بالي أحمد أوغلي محمدوف (بالأذرية: Əlibaba Məmmədov) (5 فبراير 1930 - 25 فبراير 2022)، هو مُطرب ومُلحن أذربيجاني معرف فنياً وشعبياً، فنان الشعب في جمهورية أذربيجان الاشتراكية السوفيتية.

## حياته
ولد علي بابا محمدوف بلدة مشتى آقا في 5 فبراير 1930. أتم تعليمه موسيقى بمدرسة أذربيجان الحكومية للموسيقى مُتتلمذًا على يد المطرب الأذربيجاني الشهير سييد شوشينسكي بين 1953-1958.
كان علي بابا محمدوف عازفا في فيلهارموني أكاديمى لدولة أذربيجان منذ 1945، عازفا في جمعية «ازكونسيرت» بين 1978-1988.
أنشاء علي بابا طاقم «همايون» الشعبية بالمبادرة من ملحن وقائد اركسترا أذربيجاني نيازي التابعة فيلهارموني أكاديمى لدولة أذربيجان، وحتى الآن هو يرأس نفس الطقم.
في عام 2015، نشرت مؤسسة حيدر علييف ألبومًا موسيقيًا جديدًا مخصصًا لحياة وإبداع علي بابا ممدوف.

## أغانيه
- «صدقني»
- «عش لا يزال»
- «أنت يجب ان تضحك»
- «ينتظر لك»
- «أذربيجاني»
- «باكو»
- «عش يا قلبي»
- «الطبيب الطيب»
- «الوطن هو جيد»

## فيلموغرافيا
- «شور»
- «اللقاء في حفل الزفاف»